# Narlıhopur, Kırıkhan
Narlıhopur là một xã thuộc huyện Kırıkhan, tỉnh Hatay, Thổ Nhĩ Kỳ. Dân số thời điểm năm 2011 là 277 người.